# Berzano di San Pietro
Pour les articles homonymes, voir Berzano.
Berzano di San Pietro est une commune italienne de moins de 1 000 habitants située dans la province d'Asti, dans la région du Piémont.

## Administration
| Période                                  | Période | Identité | Étiquette | Qualité |
| ---------------------------------------- | ------- | -------- | --------- | ------- |
|                                          |         |          |           |         |
| Les données manquantes sont à compléter. |         |          |           |         |

### Communes limitrophes
Albugnano, Aramengo, Casalborgone, Cinzano, Moncucco Torinese